# Phragmatobia nigra
Phragmatobia nigra är en fjärilsart som beskrevs av John Henry Leech 1890. Phragmatobia nigra ingår i släktet Phragmatobia och familjen björnspinnare. Inga underarter finns listade i Catalogue of Life.